# منصور الموينع
منصور الموينع لاعب كرة قدم سعودي سابق.
هو منصور سعد عبد الله الموينع مواليد 1970 في العاصمة الرياض، لعب لنادي الهلال كما مثل منتخب السعودية لكرة القدم.
كان يلعب في مركز المحور وارتدى قميص الهلال لمدة تقارب العشر سنوات قبل أن يودع كرة القدم وهو لم يلامس بعد الثلاثين عاماً، وكان سبب ابتعاده عن كرة القدم هي كثرة الاصابات.
ومنصور من عائلة رياضية؛ إذ أن شقيقه الأصغر يوسف الموينع كان قد لعب لعدة أندية أبرزها الشباب والنصر والأهلي.
وانضم الموينع للهلال في 8 - 2 - 1403 هـ شارك مع شباب الهلال وحقق معه بطولات محلية وخليجية، كما أنه شارك مع الفريق الأول في الكثير من المسابقات المختلفة خارجية ومحلية وحقق مع الهلال الكثير من البطولات من أبرزها البطولة الآسيوية الحادية عشرة أبطال الدوري عام 1412 هـ وبطولة السوبر الآسيوية عام 1418 هـ وبطوله كأس ولي العهد عام 1415 هـ.
أما عن مسيرته الدولية فكان قد مثل منتخب الشباب في كأس العالم بالرياض عام 1989م، كما ساهم في تأهل المنتخب إلى نهائيات كأس العالم 1994 بأمريكا ولكنه لم يشارك في البطولة برغم مشاركته الفاعلة في التصفيات.

## اسهاماته مع الهلال
- تحقيق الدوري السعودي أربع مرات 1408هـ و1410هـ و1416هـ و1418هـ.
- تحقيق كأس الملك عام 1409هـ.
- كأس ولي العهد 1415هـ.
- تحقيق كأس الاتحاد السعودي مرتين 1410هـ و1416هـ
- كأس آسيا أبطال الدوري 1412هـ.
- كأس العرب لأبطال الدوري مرتين 1415هـ و1416هـ.
- كأس آسيا أبطال الكوؤس 1417هـ.
- كأس السوبر الآسيوية 1418هـ.
- مجلس التعاون الخليجي 1418هـ.

## اسهاماته مع المنتخب
- التأهل لكأس العالم 94 بأمريكا